# Белобрюхая цапля
Белобрюхая цапля (лат. Ardea insignis) — крупная цапля с длинной шеей. Обитает в предгорьях Гималаев на востоке Бутана, северо-восточной Индии и северной Мьянме; в общей сложности территория распространения вида занимает более 56 тысяч км². В Непале и Бангладеш цапля более не встречается. Оценочная численность вида в 2006 году составляла от 70 до 400 особей, предполагалось её снижение в будущем. Международный союз охраны природы присвоил виду наивысший охранный статус CR (повышен с EN в 2007 году).

## Таксономия и систематика
Впервые данный вид был упомянут в 1844 году в Zoological Miscellany Джона Эдуарда Грея как «большая индийская цапля» (англ. great Indian heron), на основе данных Брайана Ходжсона из Непала. Аллан Юм заметил и указал на отличия этой цапли от малайской серой цапли (Ardea sumatrana). Поскольку название Ходжсона являлось nomen nudum, Стюарт Бейкер предложил биномен Ardea imperialis, и под этим названием вид упомянут в списке птиц Джеймса Петерса (англ. Check-list of Birds of the World). Название держалось до 1963 года, когда Бисвамой Бисвас в комментарии к работе Сидни Рипли отметил, что следует использовать название Ardea insignis Юма, поскольку оно считалось синонимом Ardea nobilis и Ardea sumatrana в результате неверной идентификации.

## Описание
Очень крупная тёмно-серая цапля с длинной шеей. Макушка тёмная, на шее отсутствуют чёрные полосы как у серой цапли. В брачном наряде перья на затылке серовато-белые и серые с белым центром на груди. Клюв чёрный, у основания и кончика зеленоватый. Подбородок и центральная часть нижней стороны тела являются беловатыми (отсюда название вида), сильно контрастируя со спиной тёмно-серого цвета. Ноги черноватые с похожей на чешую текстурой на предплюснах, которые имеют в длину от 17.1 до 21.6 сантиметров. Крестец имеет бледно-серый оттенок. В высоту цапля достигает 127 сантиметров, что делает её второй по величине после исполинской цапли.

## Охрана
В Индии цапля гнездится в национальном парке Намдапха и в разные сезоны обитает на территории других природоохранных зон, таких как национальные парки Казиранга, Дибру-Сайкхова и Манас, а также заказник Пабитора. В Мьянме небольшая популяция обитает на территории тигрового заповедника Долина Хукон.
В мае 2011 года первая белобрюхая цапля была выведена в неволе. В сентябре того же года её выпустили в дикую природу, снабдив спутниковым передатчиком.